# Викторија де Лас Тунас
Викторија де Лас Тунас (шп. Las Tunas) је град на Куби у покрајини Лас Тунас. Према процени из 2011. у граду је живело 167.582 становника.

## Становништво
Према процени, у граду је 2011. живело 167.582 становника.
| 1991.   | 2011.   |
| ------- | ------- |
| 129.483 | 167.582 |